# Alejandro Paleo
Alejandro Paleo Mosquera é um ciclista profissional espanhol, nascido em Vivero (província de Lugo) a 10 de outubro de 1981.
Como amador se impôs na Volta à Corunha de 2007.
Estreiou como profissional com a equipa Xacobeo Galiza em 2008.
Para a temporada de 2010 se recalificó amador na equipa Cidade Lugo.

## Palmarés
Não tem conseguido vitórias como profissional.

## Equipas
- Xacobeo Galiza (2008-2009)
- Cidade de Lugo  (2009-2010)